# Agelena silvatica
Agelena silvatica es una especie de araña del género Agelena, familia Agelenidae. Fue descrita científicamente por Oliger en 1983.

## Distribución
Esta especie se encuentra en Rusia (Lejano Oriente), Corea, Japón, China y Taiwán.